# Storgatan, Malmö

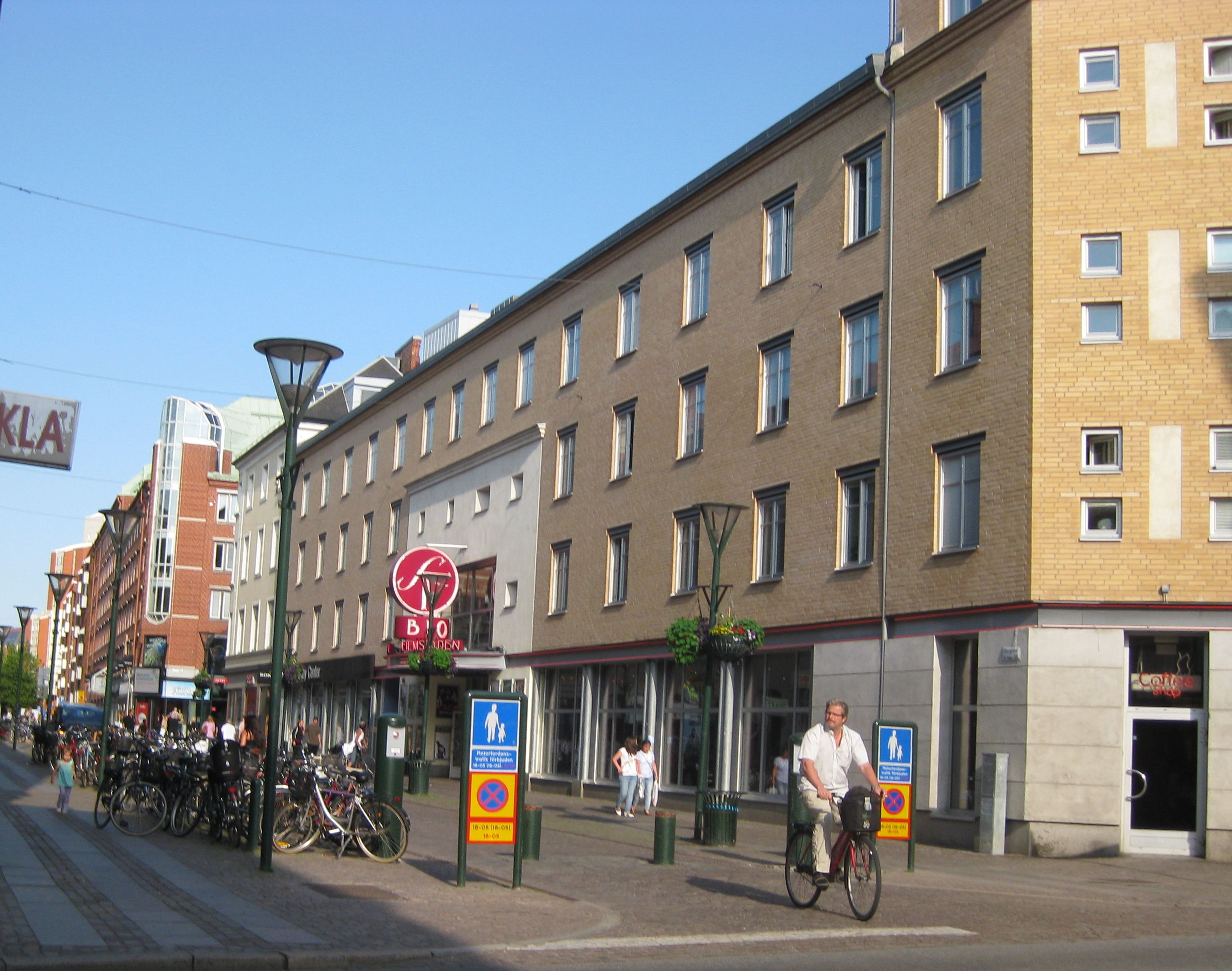
Storgatan med Filmstaden

Storgatan är en gata på Lugnet och Davidshall i Malmö.
Storgatan var på 1830-talet en byväg genom lantegendomen Lugnet. Namnet tillkom 1864 och gatan sträckte sig då från Södra Förstadsgatan i väster till nuvarande Kaptensgatan i öster. År 1887 förlängdes gatan i väster fram till ungefär nuvarande Davidshallstorg och 1927 fram till Fersens väg, då en gatusträckning som tidigare benämnts Kockumsgatan (detta namn flyttades till annan gata) införlivades. Storgatan galleria ligger vid korset med Södra Förstadsgatan.